# Linguistische Treffen in Wrocław
| Linguistische Treffen in Wrocław | Linguistische Treffen in Wrocław |
| -------------------------------- | -------------------------------- |
|                                  |                                  |
| ISSN:                            | 2084-3062                        |
| e-ISSN:                          | 2657-5647                        |
| Wydawca:                         | Oficyna Wydawnicza ATUT          |
| Częstotliwość:                   | półrocznik                       |
| Tematyka:                        | językoznawstwo                   |
| Strona internetowa               |                                  |

Linguistische Treffen in Wrocław – germanistyczne czasopismo naukowe, które od 2006 r. jest redagowane w Instytucie Filologii Germańskiej Uniwersytetu Wrocławskiego. 
Czasopismo jest półrocznikiem, jego tomy ukazują się w czerwcu i w grudniu danego roku kalendarzowego. W czasopiśmie publikowane są artykuły naukowe z zakresu szeroko rozumianego językoznawstwa, artykuły recenzyjne oraz sprawozdania z wydarzeń naukowych. 

## Profil czasopisma
Czasopismo zostało stworzone jako próba umożliwienia czytelniczkom i czytelnikom wglądu w różne obszary współczesnej lingwistyki, szczególnie lingwistyki germanistycznej. Publikacje ukazujące się w tak określonych ramach tematycznych mają stanowić ważną platformę wymiany doświadczeń naukowych i wskazywać kierunki rozwoju dyscypliny. Szerokie spektrum tematów, stosowanych metod oraz perspektyw badawczych, przede wszystkim badań konfrontatywnych w ramach germanistyki interdyscyplinarnej, pozwalają na dokumentowanie w kolejnych tomach czasopisma tendencji rozwoju współczesnej lingwistyki. 
W czasopiśmie są publikowane również artykuły naukowe młodych adeptów nauki – doktorantów i studentów. Integralnym rozdziałem każdego tomu jesiennego jest część „PHONLINE. Studien zur lingusitischen Phonetik”, w której prezentowane są artykuły dotyczące szeroko rozumianej problematyki fonetycznej wraz z możliwością udostępniania czytelnikom plików dźwiękowych.
„Linguistische Treffen in Wrocław” współpracuje z naukowcami o uznanym dorobku naukowym o zasięgu światowym i międzynarodowej renomie w zakresie recenzowania manuskryptów zgłaszanych do publikacji oraz w komitecie naukowym czasopisma. Lista recenzentów jest dostępna na stronie czasopisma i na bieżąco aktualizowana.

### Otwarty dostęp
Wersją pierwotną czasopisma jest wersja online. Wszystkie tomy są dostępne na stronie czasopisma w trybie otwartego dostępu (Open Access).

## Zgłaszanie tekstów
Poszczególne publikacje czasopisma zawierają prace w językach niemieckim, polskim i angielskim. Wszystkie artykuły zgłaszane do publikacji są poddawane procedurze recenzowania (double blind review). Termin zgłaszania publikacji to 30 listopada każdego roku. W procesie redakcyjnym wykorzystywany jest system OJS. 

## Indeksacja i punktacja
Czasopismo jest indeksowane w następujących bazach bibliograficznych: Anvur, Arianta, BazHum, CEEOL, CEJSH, CEON Biblioteka Nauki, DOAJ, Ebsco Publishing, Elektronische Zeitschriftenbibliothek, ERIH PLUS, Google Scholar, Index Copernicus, MLA, Most Wiedzy, Pol-index, Polska Bibliografia Naukowa, Scopus, WorldCat, Zeitschriftendatenbank.
Aktualna punktacja czasopisma na liście MNiSW: 40 punktów.

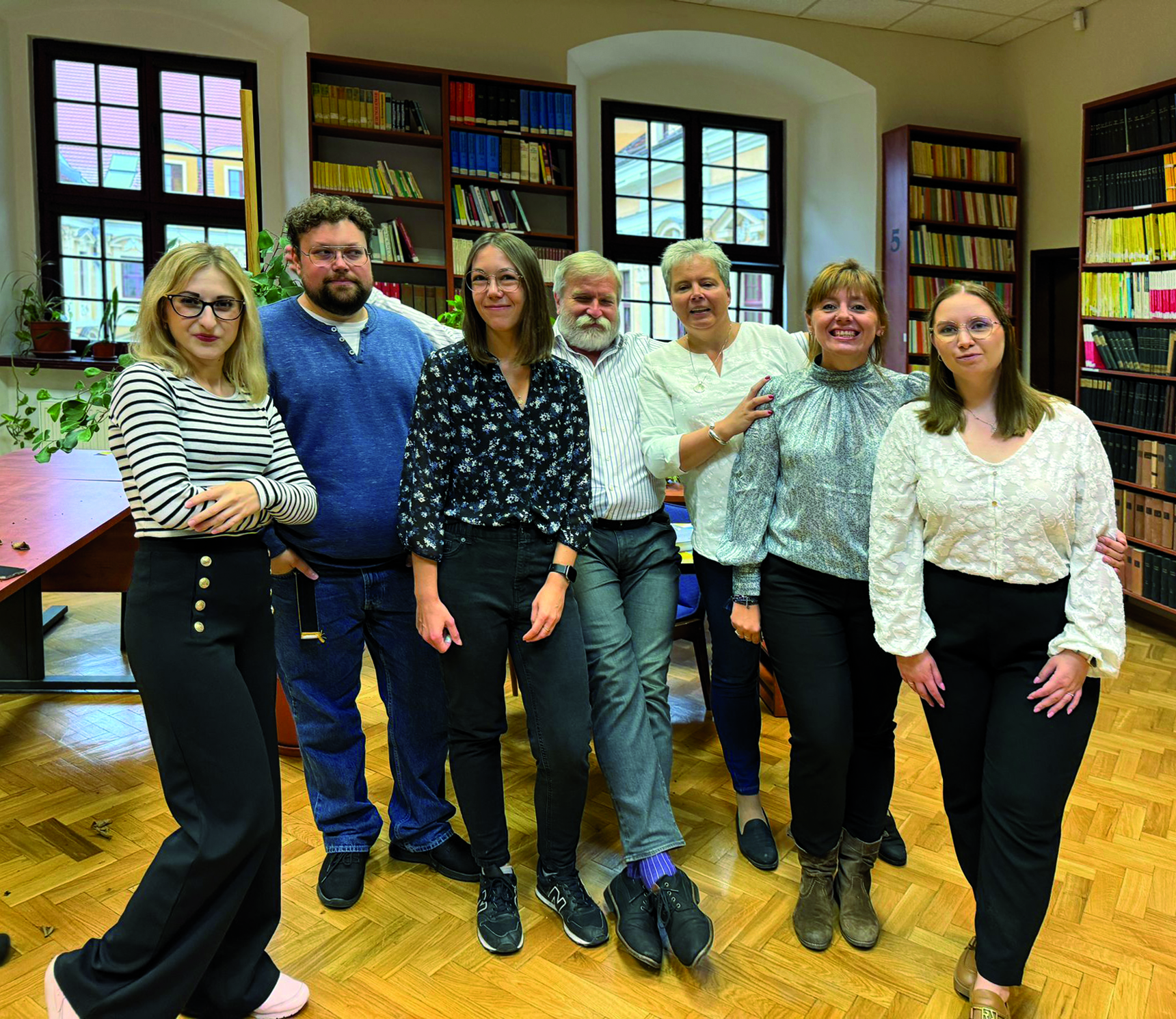
Redaktorzy czasopisma "Linguistische Treffen in Wrocław"

## Redaktorzy
Redaktorami czasopisma od 2006 r. są pracownicy Instytutu Filologii Germańskiej Uniwersytetu Wrocławskiego. W latach 2006–2024 byli to prof. dr hab. Iwona Bartoszewicz, prof. dr hab. Joanna Szczęk, dr hab. Artur Tworek, prof. UWr. Funkcję sekretarza czasopisma pełniła od 2016 r. do 2023 r. dr Marcelina Kałasznik. 
Od stycznia 2024 r. w skład redakcji czasopisma „Linguistische Treffen in Wrocław” wchodzą:
- Redaktorzy: dr Marcelina Kałasznik[19], prof. dr hab. Joanna Szczęk[20], dr hab. Artur Tworek, prof. UWr[21].
- Sekretarze redakcji: dr Aleksandra Molenda, dr Krystian Suchorab[22].
- Asystenci redakcji: Alicja Derych, Aleksandra Kamińska[23].